# Erebia ziegleri
Erebia ziegleri är en fjärilsart som beskrevs av Gramann 1913. Erebia ziegleri ingår i släktet Erebia och familjen praktfjärilar. Inga underarter finns listade i Catalogue of Life.